# Rhododendron groenlandicum
Rhododendron groenlandicum (Te de Labrador, anteriorment Ledum groenlandicum o Ledum latifolium), és una espècie de planta ericàcia dins la subsecció Ledum del gènere Rhododendron.
És un arbust que fa fins a 50 cm d'alt (rarament fins a 2 m) amb fulles coriàcies persitents. Les flors són petites flairoses i blanques.

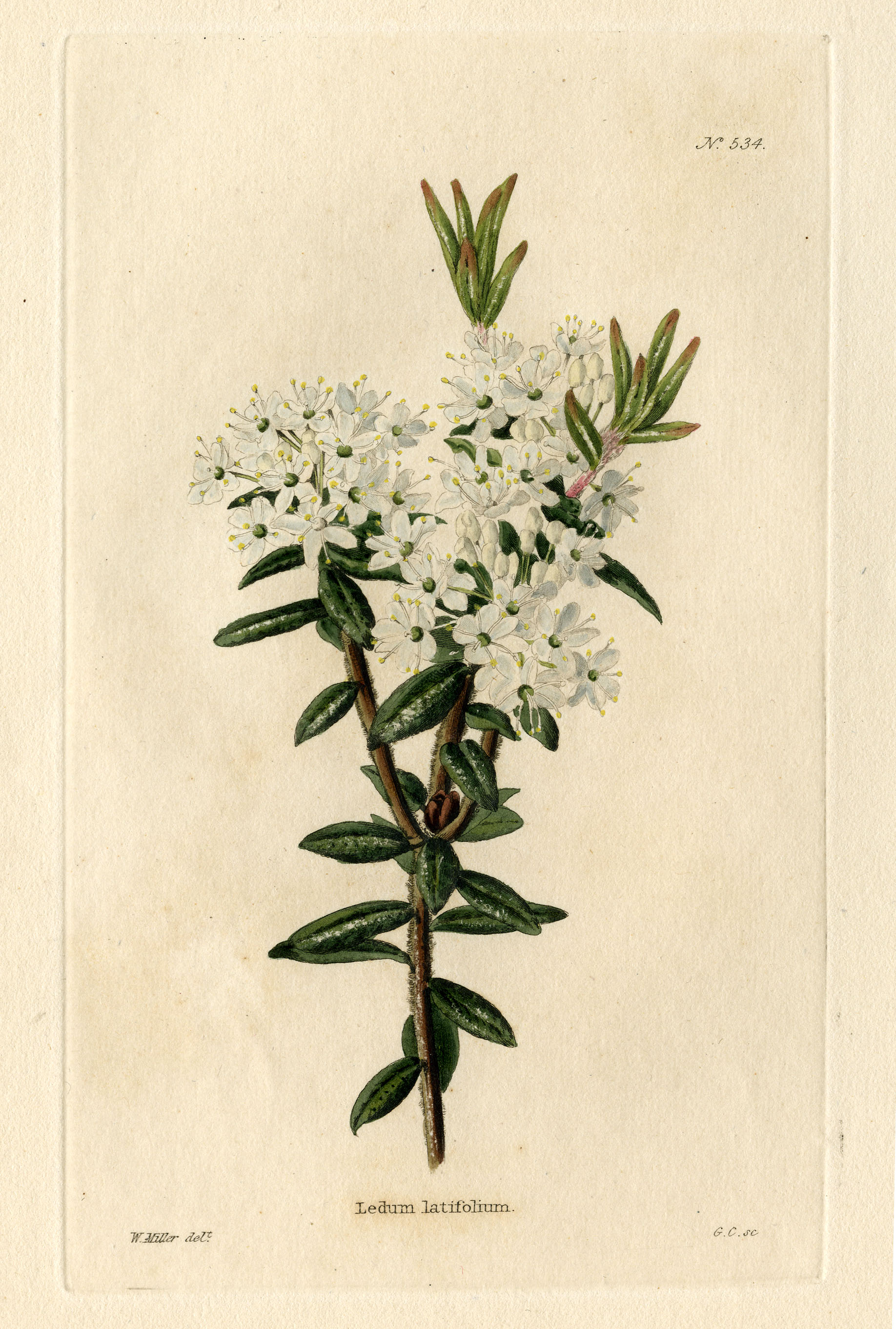
Ledum latifolium dibuixat per William Miller

Es troba a les altes latituds de tot el món. A Europa arriba als Alps. N'hi ha a Groenlàndia, al nord del Canadà, nord-est dels Estats Units (Nova Anglaterra, Nova York, Pennsilvània, Michigan, Wisconsin, Minnesota, Idaho, Washington, Oregon i Alaska). Creix en torberes i ribes humides, de vegades en pendents rocosos alpins.
Tradicionalment s'ha fet servir en herboristeria com infusió (Te del Labrador)